# William Paats Martínez
William Paats Martínez, conocido como William Paats, (Coronel Oviedo, Paraguay; 5 de noviembre de 1957) es un artista visual, arquitecto y docente de la Universidad Nacional de Asunción.
Director general del Instituto Superior de Arte "Dra. Olga Blinder", Facultad de Arquitectura Diseño y Arte (Universidad Nacional de Asunción) hasta junio de 2018. Expone regularmente de manera individual y colectiva, en muestras nacionales e internacionales. Socio fundador de la Asociación Gente de Arte (Paraguay), integrante fundador del Grupo de Estudios sobre Arte Público - Paraguay (GEAP-Paraguay).

## Biografía
William Paats, nació en la ciudad de Coronel Oviedo, Caaguazú, Paraguay, el 5 de noviembre de 1957, bisnieto del dirigente de fútbol paraguayo William Paats. En 1984 obtuvo su título de Arquitecto  en la Universidad Nacional de Asunción. Desde 1987 estudió en los talleres del Instituto de Arte (IdeA) con la artista paraguaya Olga Blinder.
Desde el año 2007 fue el director general del Instituto Superior de Arte "Dra. Olga Blinder" hasta junio de 2018. Participó de muestras individuales y colectivas en el Paraguay, Argentina, Brasil, Perú, Chile, México, Italia, Bélgica, España, Alemania y EE. UU..

## Trayectoria

### Obras

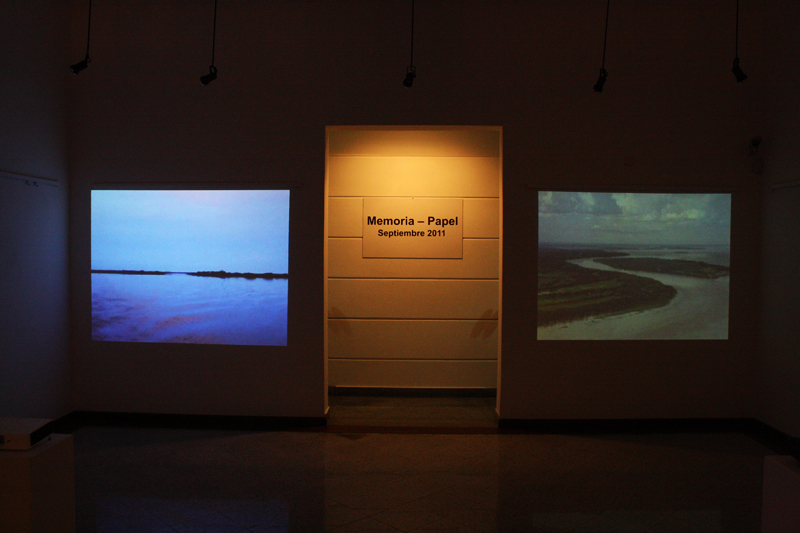
Irreversible, video instalación de William Paats y Alerta Roja de Mabel Avila, Muestra Memoria Papel 2011, Centro Cultura Citibak, Asunción.

El historial de obras de William Paats abarca desde pintura, collage, objetos intervenidos, instalaciones, acciones e intervenciones urbanas.

El arte es un eterno viaje sin fin del que somos apenas pasajeros. Es la vida misma y está ahí, sólo tenemos que descubrirlo y trazar nuestro destino.
William Paats

### Exposiciones

#### Internacionales
- Mitos y Mitotes, Instituto Cultural Los Lagos, Valparaíso, Chile, 2012
- Memoria-Papel, Centro Cultural El Ágora de Xalapa, Veracruz México, 2011
- Transeúnte invitado, video instalación, Calles de Valparaíso y Santiago, Chile, 2010
- Mitos y Mitotes, Museo Histórico del Poder Judicial, Morelia México, 2010
- Mitos y Mitotes, Museo Regional de Colima, Jalisco, México, 2010
- Tempestade, Centro Cultural do Gasómetro, Porto Alegre, Brasil, 2009
- Matchbox el observador prestado, Viña del Mar, Chile, 2009
- De culpas y alegato, Galería Municipal Pancho Fierro, Lima, Perú, 2009
- Irreversible, Castillo Aragonés , Otranto Italia, 2008
- Tangents, Gen, Bélgica, 2008
- Irreversible, Museo de Arte Contemporáneo, Bahía Blanca, Argentina, 2008
- Salón 2008 OEA, Galería de Arte Katzen Universidad Americana, Washington D. C., USA, 2008
- 52 Bienal de Arte Internacional de Venecia, Representante Paraguayo, 2007
- Obra en tránsito, intervención urbana al barrio Universitario, Bahía Blanca, Argentina, 2003
- Jugando con los juegos, Salones del IILA Instituto Latinoamericano de Roma Italia, 2001
- Arte Contemporáneo Paraguayo, Salones de la OEA Washington D. C., USA, 2000
- Artecom 99, Dachau, Alemania, 1999
- Primarios-Secundarios, Congreso Argentino del Color, Facultad de Artes de Oberá, Misiones, Argentina, 1998
- Un cielo común para todos, Galería Memorial de América Latina, San Pablo, Brasil, 1998
- Salón Regional de Artes Plásticas, Formosa, Argentina, 1995
- Exposición del Taller del IDAP-Centro Cultural Ituzaingó, Ituzaingó, Corrientes, Argentina, 1990
- Concurso Eugenio Hermoso, Badajoz, España, 1989

#### Individuales
- Fiesta, el retorno a la pintura, Centro Cultural Citibank, Asunción 2019
- Discurrir, 30 años en el arte, Centro Cultural Manzana de la Rivera, Asunción 2017
- Sete Quedas, instalación, Centro Cultural Citibank, Asunción, 2013
- In Memoriam, acción, Capilla Anglicana San Andrés, Asunción, 2011
- Esencial, Centro Cultural de España Juan de Salazar, Asunción 2010
- De culpas y alegato, Centro Cultural Pancho Fierro, Lima Perú, 2009
- Réquiem, video instalación, Centro Cultural de España Juan de Salazar, Asunción, 2008
- Asepsia, instalación, Centro Cultural de España Juan de Salazar, Asunción, 2007
- Irreversible, intervención, Centro Cultural Cabildo, Centro Cultural Manzana de la Rivera, Centro Cultural de España Juan de Salazar, Asunción, 2006
- Intrusión, pintura, collage, Casa de la Cultura, Coronel Oviedo, 2005
- Jugando con los juegos, Pintura, collage, Instituto Italo-latino Americano de Roma, Italia, 2001
- Intrusión, Pintura, collage, montajes, Espacio Miguel Acevedo, Manzana de la Rivera, Asunción, 2000
- Objetos para calzar, objetos pintados, Espacio Miguel Acevedo, Manzana de la Rivera, 2000
- Pequeños recuerdos, dibujos, transfer, collage, Espacio Miguel Acevedo, Manzana de la Rivera, Asunción, 1999
- Primarios-Secundarios, instalación, Espacio Domingo Martínez de Irala, Manzana de la Rivera, Asunción, 1998
- Huellas, Intervención, Teatro Tom Jobin, Embajada del Brasil, Asunción, 1998
- Jugando con los juegos, Galería Latina, Asunción, 1997
- Imagen, instalación, Espacio Domingo Martínez de Irala, Manzana de la Rivera, Asunción, 1997
- Primarios Secundarios, instalación, Teatro Tom Jobin , Embajada del Brasil, Asunción, 1997
- Amor de a dos, Galería Latina, Asunción, 1995
- Los rostros de…, La Galería, Manzana de la Rivera, Asunción, 1995
- Pinturas, Galería Oga Rapé, Coronel Oviedo, 1994
- Los fantasmas del Renacimiento o La serie de los candidatos, Galería Ana Scappini, Asunción, 1993
- Pinturas de instalación, Centro Cultural Paraguayo Alemán, Asunción, 1992
- Kuruzú verá, intervención urbana, Bienal Asunción 2015. Plaza Juan de Salazar, Asunción, Paraguay